# Castlevania: Lords of Shadow
Castlevania: Lords of Shadow es el título de un videojuego de la saga Castlevania para PS3, Xbox360 . Fue lanzado mediante descarga digital en Steam el 27 de agosto de 2013. Originalmente fue presentado bajo el título de Lords of Shadow, sin hacer referencia alguna a Castlevania, aunque Enric Álvarez, responsable de la empresa desarrolladora MercurySteam, afirma que desde el primer momento Lords of Shadow formaría parte de la franquicia y que esperó hasta el E3 para anunciarlo. Posteriormente, se conoció que el proyecto original presentado por MercurySteam era para un nuevo juego de Castlevania, pero en un primer momento Konami consideró que su propuesta era muy radical, y se evaluó como una nueva IP. Finalmente, gracias a la intervención de Hideo Kojima, el proyecto fue bautizado definitivamente como un Castlevania: Lords of Shadow. Desarrollado por la empresa española MercurySteam, con la colaboración de Kojima Productions y producido por Konami, el juego cuenta con el apoyo de Hideo Kojima como consultor y de David Cox como productor.
El equipo de MercurySteam, compuesto por 60 personas, trabajó en Castlevania: Lords of Shadow durante un año y medio, junto con algunas colaboraciones externas. Igualmente, Konami ha cuidado el título con la participación de un elenco de actores contratados para dar voz a los protagonistas del título. Cuenta con importantes actores de voz de Hollywood como son Patrick Stewart, que es el narrador y el personaje de Zobek, Robert Carlyle como la voz del protagonista Gabriel Belmont y Jason Isaacs como Satán.

## Controles

### Armas
Cruz de Combate: Es el arma principal del juego. Es una cruz que posee una cadena extensible permitiéndole al jugador lanzar ataques a larga distancia. Es el arma firma de la Hermandad de la Luz, aunque Gabriel posee la más poderosa, siendo conocida como el Vampire-Killer. La cruz se actualiza tres veces a lo largo del juego.
Dagas de Plata: Son las primeras armas secundarias que se obtienen en el juego. Como su nombre lo indica, son dagas de plata que pueden dañar a enemigos que estén más allá del rango de la Cruz de Combate. Son la mejor arma contra los licántropos.
Cristales Oscuros: Posiblemente el arma más poderosa del juego, los cristales son pura magia oscura, que son un fenómeno natural que crece en zonas con una alta concentración de energía de las Sombras. Se necesitan cuatro fragmentos para hacer todo un cristal. Exactamente cómo? Se desconoce, pero aplastando uno de estos cristales convocará a un poderoso demonio sombra que absolutamente devastará enemigos. Debido al alto grado de poder que tiene dentro de ellos, Gabriel sólo puede llevar a un cristal oscuro a la vez. 
Viales de Agua Bendita: Las últimas armas secundarias, que fueron tomadas por Gabriel de Vincent Dorin. Los viales de agua bendita son arrojados a los enemigos y crea una onda de choque que daña a los enemigos cercanos. Son la mejor arma contra los vampiros.
Hadas: Son una nueva arma secundaria única del juego. Cuando es liberada por el jugador, el hada se dirigirá directamente a un enemigo para distraerlo temporalmente, dándole al jugador el tiempo suficiente para ejecutar ataques.

### Poderes Mágicos
Magia Luminosa: Una forma de magia blanca que cuando se activa, el cuerpo de Gabriel estará rodeado de un aura azul, infundiendo sus armas con la energía luminosa que le permite recuperar vida con cada ataque, así como desbloquear habilidades especiales con determinadas armas secundarias, como el Escudo Divino creado por la combinación de la magia luminosa y uno de los viales de agua bendita juntos.
Magia Oscura: Una forma de magia negra que cuando se activa, el cuerpo de Gabriel estará rodeado de un aura de color rojo, infundiendo sus armas con la energía oscura que le permite mejorar la capacidad de daño de sus ataques, así como también desbloquear habilidades especiales con determinadas armas secundarias, como la Daga Explosiva creada por la combinación de las Dagas de Plata con magia oscura.

### Reliquias
Guantelete Oscuro: Una reliquia obtenida al matar al Caballero Negro. Es un guantelete mágico que le otorga a Gabriel una fuerza tremenda, capaz de mover obstáculos pesados perforando ellos, junto con la capacidad para conjurar las llamas del infierno de su puño para incinerar a todos los enemigos.  También otorga a su usuario la capacidad de defender y contrarrestar los ataques místicos.
Botas Ciclón: Unas reliquias obtenidas al matar a Cornell. Son un par de botas mágicas que le permite a Gabriel moverse a velocidades enormes, siendo capaz de liberar poderosos y rápidos ataques muy devastadores, pero sobre todo es que le permiten Gabriel saltar mucho más lejos, saltando después de realizar una carrera de velocidad al acelerar.
Hombreras del Serafín: Unas reliquias obtenidas al matar a Carmilla. Son un par de Guardahombros mágicos que le permiten a Gabriel realizar un doble salto, brotando unas alas fantasmales de la espalda de Gabriel momentáneamente y lo impulsan hacia arriba, desapareciendo inmediatamente después de hacerlo, por lo que las áreas previamente inaccesibles se vuelven más fáciles de llegar.

## Historia
Castlevania: Lords of Shadow acontece en una época apocalíptica, situado en Europa durante la Edad Media en el año 1047. Esto convierte a Gabriel en el primer Belmont de una cronología alterna de la actual.

### El Lago del Olvidado
Todo comienza en un pequeño pueblo de Europa del Norte al que Gabriel acude en busca del Guardian del Lago para que le ayude a resucitar a su difunta esposa. A su llegada el pueblo es invadido por licántropos a los que Gabriel extermina rápidamente. Siguiendo las indicaciones de un anciano de la aldea, Gabriel se adentra en el bosque y después de descansar junto a una fogata al frente es sobresaltado por los aullidos de los licántropos que se dirigen a su encuentro. En ese momento aparece un caballo con líneas celestes dibujadas sobre su cuerpo y lo ayuda a cruzar el bosque para luego desaparecer enigmáticamente. 
Una vez cruzado el bosque Gabriel se encuentra ante una zona pantanosa infestada de goblins que deberá atravesar. Por el camino encuentra una cripta que el alquimista Rinaldo Gandolfi había usado para crear un mecanismo para mejorar la Cruz de Combate que porta Gabriel, gracias a esa mejora la Cruz podría usarse para escalar y atrapar enemigos a distancia. 
Ya en el Templo del Dios Antiguo, Pan, el Guardián del Lago somete a Gabriel a una prueba antes de permitirle el paso a través de la puerta de entrada al Lago del Olvido, lugar en que un hombre puede comunicarse con los muertos. En el Lago del Olvido Gabriel debe enfrentarse a un Titán de Hielo en una lucha encarnizada de la que es salvado en el último momento por otro miembro de la Hermandad de la Luz, Zobek. 
Por fin Gabriel consigue comunicarse con Marie, su difunta esposa, que le revela que la única forma de liberar a los espíritus atrapados al haberse separado la tierra del cielo, es encontrando los fragmentos de la Máscara de Dios que poseen los Señores Oscuros. 
Zobek confirma a Gabriel que ha sido enviado por Pan para ayudarle. Juntos trazan un plan para hacerse con los fragmentos de la Máscara de Dios siendo Gabriel el encargado de ir al encuentro del Señor Oscuro de los Licántropos mientras Zobek iría a la tierra de los vampiros para despejar el camino. Por último irían los dos por el tercer Señor Oscuro. 
Antes de separarse Zobek le hace entrega a Gabriel de un amuleto de Magia Luminosa para ayudarlo en su camino.

### El último Titán
Después de atravesar un bosque encantado Gabriel da con otra cripta de Gandolfi en la que mejora una vez más su Cruz de Combate, que ahora será capaz de domar bestias usando la cadena con púas a modo de riendas improvisadas.
Más adelante en el camino Gabriel se encuentra con una joven muchacha de nombre Claudia y al Caballero Negro que la acompaña. Ella le explica que el Caballero Negro es una creación de su padre para protegerla al que ella alimenta con las almas de los malvados que se adentran por aquellas tierras. 
Claudia lee la mente de Gabriel y conmovida por la noble intención de este le ofrece su ayuda para continuar su camino atravesando el Santuario de los Titanes, donde se encuentra la última Titán. El combate es incluso más desigual que con el Titán de Hielo pero gracias a la ayuda de Claudia y su Caballero Negro, Gabriel logra derrotarla con un cristal de poder. 
Esa misma noche Gabriel tiene un perturbador sueño en el que sin razón alguna asesina a Claudia. Despierta sobresaltado por la imagen de Claudia moribunda y ante sus ojos se encuentra Pan, observándolo. Gabriel, aun confuso por el sueño, decide abandonar a Claudia con la intención de evitar que su sueño se haga realidad a lo que Pan replica que es demasiado tarde, no fue un sueño, Gabriel mató a Claudia. 
Casi sin tiempo para reaccionar Pan le dice que debe quitarle el Guantelete Oscuro al Caballero Negro porque lo va a necesitar durante su viaje. En ese mismo momento el Caballero Negro aparece y al ver el cadáver de Claudia entra en cólera y ataca a un aturdido Gabriel que haciendo acopio de todas sus fuerzas consigue derrotar al Caballero Negro obteniendo su Guantelete Oscuro.

### Señor Oscuro Licántropo
A través de las tierras de los licántropos Gabriel consigue encontrar un amuleto de Magia Oscura, mientras masacra a las bestias que allí habitan. Finalmente Gabriel acude al encuentro del Señor Oscuro Licántropo, Cornell, el cual le explica los orígenes de La Hermandad de la Luz afirmando que él antes fue uno de ellos y que cuando su alma ascendió a un plano superior, lo que dejó en la tierra no sólo fue su cuerpo sino también su maldad, siendo ese el día de su nacimiento. Esta revelación desconcierta a Gabriel que se niega a creer las palabras de su enemigo, no obstante aprecia que el uniforme que viste Cornell es muy similar al de La Hermandad de la Luz aunque ajado por el tiempo. 
Después de revelar a Cornell que su objetivo es reunir las piezas de la Máscara de Dios que tienen los Señores Oscuros para deshacer el conjuro que ha separado el cielo de la tierra, Gabriel se dispone a comenzar el inminente combate. En un principio Cornell se ve superado por el creciente poder de Gabriel y viéndose acorralado libera su auténtica forma, bestial y corrupta después de haber sido consumido por años de oscuridad. Aun así Gabriel consigue imponerse de forma contundente sobre su oponente asesinándolo brutalmente con su propio martillo de guerra, destrozándolo en el proceso.
Una vez eliminado el primer Señor Oscuro Gabriel se hace con las Botas Ciclón de Cornell (un regalo de la Hermandad de la Luz por su valentía) con las que adquiere una velocidad y capacidad de salto superior y recupera el primer fragmento de la Máscara de Dios. 
En ese momento aparece ante Gabriel un águila gigantesca con líneas celestes dibujadas sobre su cuerpo, de forma similar al caballo que había visto antes, y le ayuda a avanzar hacia la siguiente zona. Ante las dudas de Gabriel sobre la motivación para ayudarle el ave contesta que no sirve a nadie y que en realidad no lo está ayudando.

### El Castillo de Vampiros
Después de vencer al Ogro del castillo abandonado y derrotar a la Bruja de los Cuervos, el caballo celeste ayuda por última vez a Gabriel trasladándolo a las colinas heladas, la tierra de los vampiros.
Allí encuentra a Zobek que le informa sobre un monje que tiene una potente reliquia para derrotar a los vampiros, previsíblemente agua bendita. En el camino hasta llegar al monje Gabriel mejora la Cruz de Combate en otra cripta del alquimista Gandolfi y para transformarla en la "Matavampiros". Una vez superadas sin demasiadas dificultades las trampas del castillo en el que se recluía el monje, logran quitarle el amuleto que guardaba para sí habiendo dejado a merced de los vampiros al resto de habitantes del castillo. Gabriel, visiblemente perturbado por la actitud del anciano y siguiendo el consejo de Zobek, abandona el lugar llevándose consigo el agua bendita. No pasan más que unos segundos antes de que la habitación en la que se recluía el ciego anciano se vea inundada por vampiros que por fin tienen a su alcance al que tanto tiempo les había eludido.
Ya en la aldea Gabriel se enfrenta al teniente vampiro destrozándolo sin contemplaciones. Una vez dentro del castillo de los vampiros acaba con el macabro carnicero y con la creación del Dr. Frankstein, una araña mecánica comandada por un pequeño vampiro grotesco. Después de enfrentar todos estos peligros se encuentre en su camino con Laura, una vampiresa con aspecto de una inocente niña y actitud caprichosa que obliga a Gabriel a participar en una partida de una especie de ajedrez vampírico para poder seguir adelante. Gabriel derrota sin problemas a Laura pero ello no puede aceptarlo por lo que envía a tres de sus juguetes diabólicos contra el, pero Gabriel es demasiado poderoso y no requiere esfuerzo por su parte para eliminarlos. En un intento desesperado por imponerse ante Gabriel, Laura lanza todo su poder contra el en forma de rayos que a punto están de matar a Gabriel si no fuera por su esposa que aparece en el último momento para salvarle. Laura desiste y deja marchar a Gabriel.
La mente de Gabriel empieza resquebrajarse, su voluntad se diluye, al borde de la rendición su esposa le anima a seguir adelante en su misión. Con energías renovadas y motivado por el mensaje de su esposa consigue entrar en el castillo y derrotar al comandante vampiro.

### Señora Oscura Vampiro
Finalmente Gabriel encuentra a la Señora Oscura Vampiro, Carmilla, cuyos ropajes recuerdan también al uniforme de Gabriel lo que confirma que muy probablemente la historia de Cornell era cierta, Los Señores Oscuros fueron antaño miembros de la Hermandad de la Luz. Teniendo esto en cuenta Carmilla advierte a Gabriel que si consigue acabar con todos ellos quizás su alma quedaría consumida por la oscuridad al haber asesinado a todos los miembros fundadores de la Hermandad y que en última instancia acabaría siendo El Señor Oscuro .
Gabriel, cada vez más imprudente, ignora los comentarios de Carmilla considerando que son más bien fruto del miedo y se dispone a acabar con ella. Durante el combate Carmilla, al igual que Cornell, se ve superada e intenta huir volando, pero Gabriel no pierde su concentración y en un movimiento imposible consigue alcanzar con su Cruz de Combate al objetivo y le atraviesa el corazón. 
Gabriel, impasible, reclama su premio por derrotar a la Señora Oscura y obtiene los Hombreras del Serafín, que fueron regalo de la Hermandad de la Luz para Carmilla por ser tan agraciada y pura de corazón, aunque al haber sido corrompidas por un Señor Oscuro solo queda una pequeña fracción de su poder. Obtiene una fracción de la Máscara de Dios y en ese mismo instante aparece Pan que lo invita a entrar en un portal de sangre para emprender el camino final.

### Baba Yaga
Gabriel llega a un lugar sombrío con hierba espesa infestada de zombis, luego llega a la casa de Baba, le dice que lo ayudará si le lleva la rosa azul para recuperar su belleza, Gabriel encuentra una llave roja después de derrotar a los espantapájaros. Baba Yaga hace un hechizo y mete a Gabriel en la caja de música allí encuentra otras llaves de colores y completa la música encontrando la Rosa Azul. Y Baba Yaga como lo prometió lo envía al Cementerio de Titanes. En el camino derrota al enterrador y llega al mundo de los nigromantes donde está el último Señor Oscuro.

### Guerrero de Plata
Gabriel se encuentra con Pan y este le dice que uno de los caminos termina aquí, y se convierte en el Guerrero de Plata, y le quita toda la magia a Gabriel. Durante el combate le entrega primero la Magia Luminosa y luego la Magia Oscura y le enseña a utilizarlas sabiamente. Gabriel termina derrotándolo. Y le dice que él no quería eso y le pregunta el porqué de la pelea. Pan le dice que su muerte era necesaria para continuar con su camino, ya que si el moría se abrirían las puertas del abismo del nigromante, le dice que él había aceptado su destino, ¿Aceptas el tuyo?. Y muere.

### Señor Oscuro de los Nigromantes
Un eclipse recibe a Gabriel en el abismo que después de superar varios obstáculos llega hasta la misma Muerte en forma de un brujo nigromante que se une con el cadáver de un Titán Dragón, dando lugar al Titán Dracolich. La batalla es muy difícil y larga pero Gabriel logra derrotarlo. Una vez derrotado se abre ante Gabriel el camino hacia el último señor oscuro.
Gabriel no encuentra oponente alguno a su llegada no obstante si que obtiene el último pedazo de la Máscara de Dios y consigue por fin reconstruirla. Con la Máscara de Dios restaurada aparece Zobek y le felicita por hacer un buen trabajo. Gabriel observa que Zobek porta una máscara similar en la mano pero esta está destrozada. Con un movimiento rápido Zobek se ajusta la máscara en la cara y se muestra como el último Señor Oscuro, El Señor Oscuro de los Nigromantes: Zobek. 
Zobek seguro de su triunfo revela que fue el quien creó el hechizo que separó el Cielo de la Tierra. También le explica que durante todo el viaje había estado controlando la voluntad de Gabriel gracias a que Gabriel obtuvo el Guantelete Negro que estaba a control de Zobek. Así mismo explica que lo único que se interponía en su camino era la pequeña Claudia y su Caballero Negro por lo que cuando Gabriel dormía le puso la máscara rota que hacía expulsar la sed de sangre, el ansia por asesinar, destruir, aniquilar, que permanecían latentes en el corazón de Gabriel, solo necesitaba un pequeño empujón. Así mismo le hizo ver que en realidad el propio Gabriel mató a su esposa Marie. 
Gabriel, encolerizado y trastornado por la revelación que por otra parte no puede negar, ataca a Zobek pero este aprovechando que tiene el control del guantelete, detiene a Gabriel, al cual su ira y descontrol provocan que Zobek lance un poderoso hechizo sobre el, dejándole prácticamente muerto. 
Zobek ríe triunfante con la Máscara de Dios en sus manos pero repentínamente se escucha una voz. La voz explica que ha estado manipulándole, al igual que Zobek había hecho con Gabriel. Una vez explicado que todo lo ocurrido responde únicamente a su voluntad para conseguir un propósito mayor ejecuta a Zobek incinerándolo. Cuando Zobek por fin ha muerto la voz se muestra como un hombre desnudo rodeado por una nube negra, el ángel caído, Satán. Con la máscara en su poder está preparado para enfrentarse a Dios. 
Mientras, Gabriel se debate entre la vida y la muerte, desde el más allá reclaman su extenuada alma pero Marie acude una vez más en ayuda de su amado y con el poder de los tres fundadores de la Hermandad De La Luz, Gabriel Belmont, el primer Belmont, resucita para librar la última batalla y liberar las almas de su cautiverio.

### La Batalla Final
Satán trata de convencer a Gabriel para que se una a él, pero este se niega. El combate es devastador pero muy igualado. Aquí es donde Gabriel tiene todo su poder en su máxima expresión. Tras el salvaje combate Gabriel estrangula a Satán liberando una explosión luminosa y agonizando de dolor le pide perdón a Dios y este último desaparece. 
Todas las almas son liberadas y Marie se despide definitivamente de Gabriel. Entre el tumulto Gabriel consigue apreciar la figura de Claudia que le sonríe mientras se desvanece. Gabriel Belmont se arrodilla en el suelo llorando cegado por la rabia y la desolación mientras yace a su lado la Máscara de Satán.

### El principio del fin
Un misterioso hombre cubierto con una túnica negra recorre una iglesia vacía hasta llegar a una pared detrás de la capilla. Con un golpe certero rompe la pared que revela una estancia oculta, el acceso a un templo lúgubre, destruido por el paso de los años. La figura se eleva en el aire y entra a una cámara donde podía verse algo de luz.
El misterioso individuo se aparta la capucha que le cubría el rostro revelando su verdadera identidad, Zobek el Señor Oscuro Nigromante, con una apariencia ligeramente distinta a la de tiempo atrás. Por sorpresa Zobek comienza a hablar con una figura sentada sobre lo que parecen los restos de un destruido trono, envuelto por una capa roja, de tez blanca y ojos demoníacos.
- "Un lugar inesperado para el escondite del Príncipe de las Tinieblas. ¿Y dónde ha estado todo este tiempo... Gabriel?", dice Zobek.
La figura salta exasperado del trono y le grita: 
- "No te atrevas a llamarme así, !Eu sunt Dracul!", replica Gabriel.
Gabriel desaparece entre sombras y acecha a Zobek mientras éste le advierte de que los acólitos de Satán se están preparando para su inminente regreso y hay que derrotarlos definitivamente. Gabriel aparece por la espalda de Zobek intentando morderlo pero con un rápido movimiento Zobek se teletransporta detrás de él arrojándolo mediante un conjuro a través del rosetón acristalado de la iglesia. Gabriel cae al vacío formando un cráter al tocar tierra firme, se puede notar que han pasado varios siglos desde la pelea con Satán, no se sabe que año es exactamente pero da la impresión de que es la época actual.
- "No puedo morir... todavía, tampoco puedo vivir", dice Gabriel. 
- "Ayúdame y podré liberarte de tu inmortalidad", le promete Zobek. 
Gabriel grita al cielo y desaparece tras unos segundos envuelto en una nube. Tras esto, Zobek se despide de él, diciéndole que su tormento terminará pronto.

## Desarrollo
Se trata de un juego de acción en 3D. En el juego, el protagonista se enfrentará contra arañas gigantes, trolls, hombres lobos o inmensas criaturas con su arma, una cruz con una cadena en su interior. El personaje también recorre los escenarios buscando formas de abrirse camino al igual que saltando abismos y escalando paredes, este componente de plataformas no fue muy promocionado por lo que muchos jugadores tuvieron la idea que el juego era tan sólo un hack 'n slash y no un plattformer que es el verdadero género del juego& Slash.
además hay muchos datos y elementos que no fueron percatados, ni en las revistas más importantes.
estos son la información de combate y el bestiario.
-información de combate: localizada en el menú de extras. permita ver en números: el daño causado. la magia absorbida y la experiencia ganada por cada enemigo. además de mostrar las barras de vida de los enemigos.
-el bestiario: localizado como "monstruos" en el libro de viaje. permite ver, además de la bío de los enemigos, su debilidad y fortaleza a las armas secundarias, incluidas con los efectos de la magia oscura y luminosa. 
dándole al juego un componente estratégico muy elevado.
David Cox el productor del juego ha afirmado que hay más de 40 combos ejecutables, 50 variedades de enemigos y más de 20 horas de duración.
Dave Cox declaró que originalmente L.O.S. había sido planteado para ser un Remake del primer Castlevania, con Simon Belmont como protagonista y rehaciendo la historia original. El director del juego, Enric Álvarez presentó un video con el proyecto para el remake que gustó a los directivos japoneses, sin embargo no estaban convencidos con hacer un remake por lo que se decidió hacer un nuevo Castlevania con la que renovar la saga. En el Games Convention del 2008 los jefes de Konami no estaban convencidos del todo con el nuevo proyecto por lo que decidieron presentar oficialmente el juego simplemente como Lords of Shadow, sin hacer referencia alguna a la saga, para ver la reacción de la gente. En general mucha gente dijo que recordaba a un Castlevania. Finalmente Konami dio su visto bueno y aceptarlo como parte de la franquicia y el propio Kojima decidió prestar su ayuda en el proyecto.

## Banda sonora
La música fue realizada por compositor Óscar Araujo, quien ya había trabajado anteriormente en la BSO de videojuegos y películas de producción española, para esta ocasión contará con el apoyo de 220 músicos, coro incluido.
La banda sonora de Castlevania: Lords of Shadow ha sido elogiada por varios medios especializados destacando la gran calidad del apartado

### Doblaje
El doblaje de la versión japonesa es dirigido por Kojima y será realizado por los mismos actores que trabajaron en Metal Gear Solid 4. A occidente viene con voces en inglés y subtítulos en 5 idiomas.

## Contenido descargable
Fue anunciado que serán lanzados dos nuevos capítulos, a modo de contenido descargable. El primero se titula Reveire, en el cual volveremos al castillo para ayudar a Laura, la antigua lacaya de Carmilla, para eliminar el mal que sigue entre nosotros.
Al parecer los tres hermanos fundadores de la hermandad antes de ascender , vencieron a un demonio demasiado poderoso llamado El Olvidado sellándolo en otra dimensión paralela y al haber derrotado Gabriel a los señores de la sombra, este sello se ha debilitado por lo cual el demonio trata de escapar. Para poder adentrarse en la dimensión demoníaca sin morir (pues los vivos no pueden existir allí), Gabriel debe beber la sangre de Laura, obteniendo así la inmortalidad y poderes vampíricos.
El otro episodio se llama Resurrection y se trata del epílogo de la historia, salió el 7 de junio de 2011 y relata cómo Gabriel entró en el infierno y se enfrentó al demonio omnipoderoso llamado El Olvidado, al cual vence arrebatándole su propio poder en el momento decisivo, destruyendo al demonio, a la cruz de combate y convirtiéndose como consecuencia en Drácula.

## Recepción
El juego fue recibido con críticas favorables tras su lanzamiento recibiendo especial elogio su apartado gráfico y su variedad de escenarios, y siendo su mayor crítica el control automático de la cámara. Recibió un puntaje perfecto (100/100) de las páginas especializadas Gameblog y Gaming-Age lo llamó "Castlevania: Lords of Shadow es un fantástico debut para el estudio y es fácilmente el mejor Castlevania 3D -que no es decir mucho. Me aventuraría a decir que no he disfrutado un Castlevania desde el Rondo of Blood". Fue el juego no deportivo mejor puntuado de octubre para la plataforma PS3 de acuerdo al sitio de recopilación de puntajes Metacritic. Su puntaje universal es de 85 para la versión de PS3 y 83 para la versión de Xbox 360. Muchas páginas lo han llamado el "juego de acción más disfrutable del año" y "una grata sorpresa" aunque este hecho no se vio reflejado en los fanes los cuales criticaron negativamente el juego al alejarse demasiado de lo hecho anteriormente calificándolo como una burda copia de God of War. Una secuela fue confirmada poco después del lanzamiento del juego por el compositor musical, y Konami ha expresado públicamente su alegría por el éxito tanto comercial como de crítica del juego que ha superado todas sus expectativas. 
Hasta el momento Lords of Shadow logra vender más de un millón de copias sólo en Europa y América, puesto que la versión japonesa será lanzada el 16 de diciembre del presente año, y se espera que se coseche el mismo éxito tanto en ventas como en la reacción de la crítica.

## Secuelas
Actualmente están disponibles
Castlevania: Lords of Shadow 2, el cual sigue la historia de Gabriel Belmont tras convertirse en Drácula quien a cambio de terminar su inmortalidad ayuda a Zobek a luchar contra Satán junto a su hijo Trevor Belmont en el siglo XXI tras estar "muerto" durante muchos años. Y también Castlevania: Lords of Shadow - Mirror of Fate, un juego para Nintendo 3DS  en donde Trevor Belmont quiere vengar la muerte de su madre a manos de su padre Gabriel Belmont (Drácula) y Simon Belmont, hijo de Trevor, a quien el destino llevó al Castillo de Drácula.